# Сыщенко, Максим Андреевич
Макси́м Андре́евич Сы́щенко (род. 24 июня 2004, Донецк) — российский футболист, защитник клуба «Оренбург».

## Биография
Родился в Донецке.
Футболом начал заниматься в подольской ДФЛ. 7 апреля 2016 года перешёл в академию «Чертаново». 
В августе 2020 года присоединился к подольскому «Витязю». 9 октября 2020 года пополнил состав «ФШМ». Летом 2022 года перешёл в молодёжную команду московского «Торпедо».
В июле 2023 года подписал контракт с клубом «Оренбург». 23 июля 2023 года в матче Второй лиги (дивизион «Б») против «Уральца-ТС» дебютировал в профессиональном футболе за «Оренбург-2».
19 апреля 2025 года сыграл дебютный матч в РПЛ против махачкалинского «Динамо» за основную команду «Оренбурга».

## Статистика выступлений
| Выступление      | Выступление       | Выступление      | Лига | Лига | Кубки | Кубки | Итого | Итого |
| Клуб             | Лига              | Сезон            | Игры | Голы | Игры  | Голы  | Игры  | Голы  |
| ---------------- | ----------------- | ---------------- | ---- | ---- | ----- | ----- | ----- | ----- |
| Оренбург         | РПЛ               | 2024/25          | 3    | 0    | 0     | 0     | 3     | 0     |
| Оренбург         | РПЛ               | 2025/26          | 0    | 0    | 2     | 0     | 2     | 0     |
| Оренбург         | Итого             | Итого            | 3    | 0    | 2     | 0     | 5     | 0     |
| → Оренбург-2     | Вторая лига («Б») | 2023             | 15   | 0    | —     | —     | 15    | 0     |
| → Оренбург-2     | Вторая лига («Б») | 2024             | 20   | 2    | —     | —     | 20    | 2     |
| → Оренбург-2     | Вторая лига («Б») | 2025             | 1    | 0    | —     | —     | 1     | 0     |
| → Оренбург-2     | Итого             | Итого            | 36   | 2    | —     | —     | 36    | 2     |
| Всего за карьеру | Всего за карьеру  | Всего за карьеру | 39   | 2    | 2     | 0     | 41    | 2     |